# Canberra Challenger 2019
Il Canberra Challenger 2019 è stato un torneo maschile di tennis professionistico. È stata la 5ª edizione del torneo, facente parte della categoria Challenger 80 nell'ambito dell'ATP Challenger Tour 2019, con un montepremi di 54160 $.Si è svolto dal 6 al 12 gennaio 2019 sui campi in cemento del Canberra Tennis Centre di Canberra, in Australia.

## Partecipanti singolare

### Teste di serie
| Nazionalità          | Giocatore               | Ranking* | Testa di serie |
| -------------------- | ----------------------- | -------- | -------------- |
| Spagna               | Roberto Carballés Baena | 73       | 1              |
| Polonia              | Hubert Hurkacz          | 87       | 2              |
| Rep. Ceca            | Jiri Vesely             | 88       | 3              |
| Bielorussia          | Il'ja Ivaška            | 94       | 4              |
| Australia            | Marc Polmans            | 170      | 5              |
| Corea del Sud        | Yunseong Chung          | 271      | 6              |
| Marocco              | Elliot Benchetrit       | 273      | 7              |
| Cina                 | Zhe Li                  | 281      | 8              |
| Bosnia ed Erzegovina | Tomislav Brkić          | 299      | 9              |
| Cina                 | Di Wu                   | 311      | 10             |
| Francia              | Tristan Lamasine        | 307      | 11             |
| Australia            | Bradley Mousley         | 326      | 12             |
| Stati Uniti          | Roy Smith               | 327      | 13             |
| Argentina            | Renzo Olivo             | 331      | 14             |
| Francia              | Tak Khunn Wang          | 327      | 15             |
| Francia              | Hugo Grenier            | 359      | 16             |

* Ranking al 5 gennaio 2019.

### Altri partecipanti
Giocatori che hanno ricevuto una wild card:
- James Frawley
- Aaron Addison
- Bradley Mousley
- Tom Evans
- Thomas Bosancic

Giocatori che sono passati dalle qualificazioni:
- Lucas Vuradin
- Fabrice Martin

## Partecipanti doppio

### Teste di serie
| Nazionalità | Giocatore         | Nazionalità | Giocatore               | Testa di serie |
| ----------- | ----------------- | ----------- | ----------------------- | -------------- |
| Ucraina     | Denys Molčanov    | Slovacchia  | Igor Zelenay            | 1              |
| Germania    | Andreas Mies      | Cile        | Hans Podlipnik-Castillo | 2              |
| Brasile     | Marcelo Demoliner | Monaco      | Hugo Nys                | 3              |
| Spagna      | David Marrero     | Francia     | Fabrice Martin          | 4              |

### Altri partecipanti
Coppie che hanno ricevuto una wild card:
- Harry Bourchier /  Dayne Kelly
- Adam Taylor /  Jason Taylor
- Thomas Fancutt /  Jacob Grills

## Punti e montepremi
| Torneo    | Torneo              | V    | F    | SF   | QF   | R16 | R32 | R48 | Q |
| Singolare | Punti               | 80   | 48   | 29   | 15   | 7   | 3   | 0   | – |
| Singolare | Premi in denaro ($) | 7200 | 4240 | 2510 | 1460 | 860 | 520 | 260 | – |
| Doppio    | Punti               | 80   | 48   | 29   | 15   | 0   | –   | –   | – |
| Doppio    | Premi in denaro ($) | 3100 | 1800 | 1080 | 640  | 360 | –   | –   | – |

## Vincitori

### Singolare
Hubert Hurkacz ha sconfitto in finale  Il'ja Ivaška con il punteggio di 6-4 4-6 6-2.

### Doppio
Marcelo Demoliner /  Hugo Nys hanno sconfitto in finale  Andre Goransson /  Sem Verbeek con il punteggio di 3-6 6-4 10-3.